# Mountbellew
Mountbellew (auch: Mountbellew Bridge irisch An Creagán deutsch: „der felsige Platz“) ist ein Ort in der Grafschaft Galway. Laut der Volkszählung von 2022 lebten im 774 Menschen in Mountbellew, bei der Volkszählung 1991 waren es 539.

## Lage
Mountbellew liegt etwa 38 Kilometer ostnordöstlich von Galway. Durch den Ort führt die N63 nach Roscommon. Hier fließt der Castlegar River. 

## Geschichte
Mountbellew geht auf die katholische Bellew-Familie zurück, die hier 1677/1678 mit Land belehnt wurden. Sie ließen 1786 Mountbellew Demesne (Bellew Estate) errichten, das in den 1930er Jahren abgebrochen wurde. 
1904 wurde durch die Franziskaner eine landwirtschaftliche Hochschule errichtet. 1971 wurde das alte Gebäude abgebrochen und durch einen Neubau 1975 ersetzt. Heute ist der Campus ein Teil der Atlantic Technological University (vormals: Galway-Mayo Institute of Technology). 

## Persönlichkeiten
- James Lawlor Kiernan (1837–1869), Brigadegeneral im Amerikanischen Bürgerkrieg
- Paul Connaughton senior (* 1944), Landwirt und Politiker
- Paul Connaughton junior (* 1982), Politiker

## Partnerschaft
Seit 1997 besteht eine Partnerschaft mit der französischen Gemeinde Elliant in der Bretagne.